# ハレンチ学園 (テレビドラマ)
ハレンチ学園（はれんちがくえん）は1970年10月1日から1971年4月1日まで、東京12チャンネル（現在のテレビ東京）で放送されていた学園ドラマである。毎週木曜 19:30 - 20:00まで30分間放送していた。全27回。明治製菓（現：明治）の一社提供。

## 概要
原作は永井豪作の漫画『ハレンチ学園』である。ヒゲゴジラ、マルゴシらスケベな先生たちと、「十兵衛」ら生徒たちによるドタバタで性的な騒動を繰り広げる。
映画・テレビ版とも主人公「十兵衛」を演じた児島美ゆきは一躍人気者となり、彼女はこれと次番組『ワンパク番外地』の主演を経て、当時の人気バラエティ番組『TVジョッキー』（日本テレビ放送網）の初代アシスタントを皮切りに、女優・タレントとして数々のテレビ番組に出演するようになった。また出演者では教育評論家として名を馳せ、原作のジャンプ・コミックスの解説も書いていた阿部進（カバゴン）による毎回の次回予告も売りであった。阿部が次回の内容を視聴者に友達口調で語りかけ、「我らがハレンチ学園、オー!」と声を上げるスタイルは、反体制のポーズがある種ファッションであった当時の世相を反映したものとなっている。
原作がPTAからクレームがついた漫画のため、「低俗番組」とクレームがつけられていたが、最高視聴率は28.4％（1970年10月8日放送）を記録している。これはテレビ東京歴代ドラマ番組最高視聴率であると同時に1993年のドーハの悲劇の中継の視聴率（48.1%）が塗り替えるまで、同局の歴代の最高視聴率でもあった。その人気から当初関東ローカルでスタートした番組も回を重ねるうちにネット局が増えていった。
なお、オープニング・エンディングはクレジットによると、ダイナミックプロ作画（担当者不明）によるアニメーション。連載時の永井豪のイラストやコマ絵を元に起こされた名場面集で、事実上初めて永井豪の絵がアニメ化された作品でもある。

## 構成
- タイトルはアニメーションで左卜全によるナレーションが入る。
- OPとEDは、同じアニメーションと同じ主題歌が使われる。OPにはキャスト、EDにはスタッフがクレジットされる。
- 本編の冒頭では、サブタイトルの後に、児童憲章の掲示板が映し出され「前文の3項目」が生徒たちによって読み上げられる。
- アイキャッチもアニメーションが使われる。
- 次回予告は、阿部進（書斎などにいる）が、視聴者に向かって、今回の話の感想と次回のあらすじを述べる（次回の映像は使われない）。ラストは万歳で締める。

## キャスト

### レギュラー
- 十兵衛（柳生みつ子）：児島美ゆき
- 山岸八十八：小林文彦
- ヒゲゴジラ（吉永百合夫）：大辻伺郎
- 丸ゴシ先生（荒木又五郎）：井上昭文
- マカロニ先生：郷鍈治（4話から登場）
- パラソル先生（丸傘丸男）：桂小かん
- 用務員甚兵衛：左卜全
- アタック一郎
- 倉園あけみ
- 福崎和宏
- 増田ひろ子
- 宮野リエ
- 尾花絹代
- 篭島好江
- 岩崎美喜代
- 三戸悦子
- 星野みどり
- 深沢静也
- 土方猛
- 竹内渉
- 居山義雄
- 松川勉
- 安田豊久
- たかこの香
- 上地宝
- 佐藤光夫
- 四塚良雄
- 鈴木花子
- 鈴木博子
- 上条明
- 山田恵子
- 石綿英典
- 弘松三郎
- 河崎いち子

### ゲスト
- 相原巨典
- 木田三千雄 - 2、23話で十兵衛の祖父
- 平凡太郎 - 2話で十兵衛の父
- 白木マリ - 2話で十兵衛の母
- 湯槙大治郎
- 鈴村益代
- ケーシー高峰 - 3話で獣医
- 榎木兵衛
- 堺美紀子
- 新井麗子
- 桜京美 - 5話
- 丹下キヨ子 - 5、27話のママゴン
- トリオスカイライン - 6話
- 佐山俊二 - 8話
- 大谷淳 - 8話
- 天地総子 - 9話で新任の女性教諭
- 椿麻里 - 10、13話
- 光でんすけ - 11話、24話で大泥木の会社の部下
- 石井政幸 - 11話
- 加治正明 - 11話
- 三門照太郎 - 12話
- 世志凡太 - 12話
- 西恵子 - 13話
- 玉井謙介 - 15話
- 秋とも子 - 16話
- 野呂圭介 - 16話
- 河上喜史朗 - 17話
- 雪丘恵介 - 18話
- 長浜鉄平 - 19話
- 愛川ルミ子 - 19話
- 見明凡太朗 - 19話
- 青木富夫 - 20話
- 後藤ルミ - 20話
- 夏海千佳子 - 20話
- 風間和子 - 21話
- 十朱久雄 - 21話
- 岡崎二朗 - 21話
- 藤原釜足 - 22話で校長
- 宍戸錠 - 23話で十兵衛の結婚相手
- 上田吉二郎 - 24話で新任の理事長「大泥木権兵衛」
- 長谷川照子 - 26話
- 和田浩治 - 26話
- 八代康二 - 27話
- 近藤宏 - 27話の教育管理委員長

## 放送リスト
| 放送日         | 話数 | サブタイトル                   | 脚本                | 監督     |
| -------------- | ---- | ------------------------------ | ------------------- | -------- |
| 1970年 10月1日 | 1    | トイレット作戦の巻             | 鴨井達比古          | 丹野雄二 |
| 10月8日        | 2    | 家庭訪問の巻                   | 鴨井達比古          | 丹野雄二 |
| 10月15日       | 3    | 身体検査の巻                   | 山崎巌              | 村田啓三 |
| 10月22日       | 4    | マカロニ登場の巻               | 山崎巌              | 丹野雄二 |
| 10月29日       | 5    | ママゴン来る！の巻             | 鴨井達比古          | 丹野雄二 |
| 11月5日        | 6    | カンニング大作戦の巻           | 鴨井達比古 横山俊一 | 丹野雄二 |
| 11月12日       | 7    | 氷人間の巻                     | 鴨井達比古 壷井昭治 | 丹野雄二 |
| 11月19日       | 8    | ハレハレ旅行の巻               | 山崎巌              | 村田啓三 |
| 11月26日       | 9    | 女の先生の場合は……の巻         | 才賀明              | 丹野雄二 |
| 12月3日        | 10   | 宝さがしの巻                   | 山崎巌 鴨井達比古   | 飯塚二郎 |
| 12月10日       | 11   | 宿題はいやよ！の巻             | 才賀明              | 丹野雄二 |
| 12月17日       | 12   | ハード・トレーニングだよ！の巻 | 鴨井達比古 山中耕人 | 柳瀬観   |
| 12月24日       | 13   | 学芸会の巻                     | 鴨井達比古 横山俊一 | 柳瀬観   |
| 1971年 1月1日  | 14   | 新春ドバドバ大会               |                     |          |
| 1月7日         | 15   | おこずかいガバチョの巻         | 久保田圭三          | 柳瀬観   |
| 1月14日        | 16   | 校庭大安売りの巻               | 相良一雅            | 柳瀬観   |
| 1月21日        | 17   | ハレンチ・スパルタ教育の巻     | 久保田圭司          | 柴田米幸 |
| 1月28日        | 18   | まいど おやかましゅうの巻      | 鴨井達比古 横山俊一 | 飯塚二郎 |
| 2月4日         | 19   | 偉い人はウソをツカないの巻     | 青野暉              | 青野暉   |
| 2月11日        | 20   | ズッコケ飛行船の巻             | 久保田圭司          | 丹野雄二 |
| 2月18日        | 21   | ガッポリかせごうの巻           | 久保田圭司          | 柴田米幸 |
| 2月25日        | 22   | 校長が帰って来た！の巻         | 鴨井達比古 横山俊一 | 柴田米幸 |
| 3月4日         | 23   | 十兵衛結婚の巻                 | 久保田圭司          | 柳瀬観   |
| 3月11日        | 24   | ハレンチ新入生の巻             | 山中耕人            | 柳瀬観   |
| 3月18日        | 25   | 性教育の巻                     | 久保田圭司          | 丹野雄二 |
| 3月25日        | 26   | オー！ビューティフルの巻       | 鴨井達比古          | 丹野雄二 |
| 4月1日         | 27   | バンザイ・ハレンチ学園の巻     | 鴨井達比古          | 丹野雄二 |

第14回「新春ドバドバ大会」は、1970年12月31日に年末特番『なつかしの歌声』（19:00 - 21:54）が編成されたため、翌1971年1月1日（金曜日）の18:30 - 19:00に差し替え放送、そしてその内容も特別企画（恐らくバラエティ）であるため、後年の再放送（地上波やCS放送）では「欠番」とされ放送されない。

## スタッフ・主題歌
スタッフ
- 原作：永井豪
- 企画・アニメーション：ダイナミックプロ
- 監修：阿部進
- プロデューサー：丹野雄二（ピロ企画）・前田兼利（日活）・近藤伯雄（東京12チャンネル）
- 音楽：山本直純
- 撮影：有吉英敏
- 照明：窪田彰
- 録音：高橋三郎、川田保
- 編集：岡田三知夫
- 美術：川原資三
- 助監督：横井洋
- 色彩計測：喜田敏文
- 記録：藤井美智江、麦谷静代、鶴岡資子、黒丸ヨシ子
- 選曲：山川繁
- 効果：市川利幸、帆刈幸雄、石田勝美
- 制作担当：青木勝彦
- 高津映画装飾、第一衣裳、山田かつら店、山王スタジオ、多摩美術センター、東洋現像所
- 協力：富士観船原ホテル(8話)
- 制作：東京12チャンネル、ピロ企画（現＝ダックスインターナショナル）、日活

主題歌
- 「ハレンチ学園ソング」（作詞：永井豪）
- 「男十五はハレンチ仁義」（作詞：阿久悠）

2曲ともに、作曲：山本直純、歌：河崎いち子とヤング・フレッシュ。
番組では、OP・EDとも「ハレンチ学園ソング」が使われる（映像も同じ）

## 放送局
- 東京12チャンネル
- 北海道テレビ：金曜 18:15 - 18:45（1971年4月2日のみ） → 金曜 18:10 - 18:40（1971年4月9日 - 9月24日）[3]
- 山形放送：水曜 22:30 - 23:00[4]
- 仙台放送（1972年に放送）：日曜 10:00 - 10:30[5]
- 石川テレビ：土曜 18:00 - 18:30（1971年4月10日まで放送）[6]
- 三重テレビ：同時ネット
- 岐阜放送
- 近畿放送テレビ：日曜 19:30 - 20:00（1971年1月10日 - 3月28日）→　水曜19:30 - 20:00（4月7日 - 7月7日）[7]
- 山陰放送：日曜 15:30 - 16:00
- 西日本放送：土曜 16:30 - 17:00（1970年11月21日 - 1971年5月22日、1971年1月2日には放送順を入れ替えて第14話を放送。2月13日のみ16:00 - 16:30）[8]

## メディア
- ハレンチ学園 DVD-BOX大作戦（実写版）（7枚組）（2003年3月21日、発売：ハピネット・ピクチャーズ/販売：テレビ東京メディアネット BIBJ-9063）
- 昭和の名作ライブラリー第32集 ハレンチ学園　コレクターズDVD <デジタルリマスター版>(3枚組) （2018年6月29日、発売：株式会社ベストフィールド）

## その他
- ロケには世田谷区成城の科学技術学園が使われた。同学園を運営する日本科学技術振興財団は東京12チャンネルの設立に関わっていた（詳しくは東京12チャンネルの歴史の項を参照）。
- 主演の児島美ゆきは、本編のパンチラシーンなどで見える白い下着のパンツは、自前であったと話している。「衣装（係）さんは用意してくれないし、自分はまだ子供だったから頼むことも出来なかった」とのことだったという[9]。